# Lijst van voetbalinterlands Singapore - Tadzjikistan
Deze lijst van voetbalinterlands is een overzicht van alle officiële voetbalinterlands tussen de nationale teams van Singapore en Tadzjikistan. De landen hebben tot nu toe vier keer tegen elkaar gespeeld. De eerste ontmoeting, een kwalificatiewedstrijd voor het Wereldkampioenschap voetbal 2010, werd gespeeld in Singapore op 9 november 2007. Het laatste duel, een vriendschappelijke wedstrijd, vond plaats op 8 september 2023 in Singapore.

## Wedstrijden
| № | Plaats    | Datum            | Competitie                 | Wedstrijd                | Uitslag |
| - | --------- | ---------------- | -------------------------- | ------------------------ | ------- |
| 1 | Singapore | 9 november 2007  | WK 2010 kwalificatie       | Singapore − Tadzjikistan | 2 − 0   |
| 2 | Doesjanbe | 18 november 2007 | WK 2010 kwalificatie       | Tadzjikistan − Singapore | 1 − 1   |
| 3 | Bisjkek   | 11 juni 2022     | Azië Cup 2023 kwalificatie | Singapore − Tadzjikistan | 0 − 1   |
| 4 | Singapore | 8 september 2023 | Vriendschappelijk          | Singapore − Tadzjikistan | 0 − 2   |

## Samenvatting
| Competitie            | Totaal gespeeld | Winst Singapore | Gelijk | Winst Tadzjikistan | Doelsaldo Singapore – Tadzjikistan |
| --------------------- | --------------- | --------------- | ------ | ------------------ | ---------------------------------- |
| WK-kwalificatie       | 2               | 1               | 1      | 0                  | 3 − 1                              |
| Azië Cup-kwalificatie | 1               | 0               | 0      | 1                  | 0 − 1                              |
| Vriendschappelijk     | 1               | 0               | 0      | 1                  | 0 − 2                              |
| Totaal                | 4               | 1               | 1      | 2                  | 3 − 4                              |

FAS · 
Lijst van A-internationals · 
Singaporees vrouwenelftal
1960 – 1969 ·
1970 – 1979 ·
1980 – 1989 ·
1990 – 1999 ·
2000 – 2009 ·
2010 – 2019
Afghanistan ·
Argentinië ·
Australië · 
Azerbeidzjan · 
Bahrein · 
Bangladesh · 
Brunei · 
Cambodja · 
Canada · 
China · 
Denemarken · 
Fiji ·
Filipijnen · 
Finland · 
Ghana · 
Guam ·
Hongkong · 
India · 
Indonesië · 
Irak · 
Iran · 
Israël · 
Japan · 
Jemen ·
Jordanië · 
Kazachstan · 
Kirgizië · 
Koeweit · 
Laos · 
Libanon · 
Macau · 
Malediven · 
Maleisië · 
Mauritius ·
Mongolië · 
Myanmar · 
Nepal · 
Nieuw-Zeeland · 
Noord-Korea · 
Noorwegen · 
Oezbekistan · 
Oman · 
Oost-Timor · 
Pakistan · 
Palestina · 
Papoea-Nieuw-Guinea ·
Polen · 
Qatar ·
Salomonseilanden · 
Saoedi-Arabië · 
Sri Lanka · 
Syrië · 
Tadzjikistan · 
Taiwan · 
Thailand · 
Turkmenistan · 
Uruguay · 
Verenigde Arabische Emiraten · 
Vietnam · 
Zuid-Korea · 
Zuid-Vietnam · 
Zweden
TFF · A-internationals · Tadzjieks vrouwenelftal
1994 – 1999 ·
2000 – 2009 ·
2010 – 2019 ·
2020 − 2029
Afghanistan ·
Australië ·
Azerbeidzjan ·
Bahrein ·
Bangladesh ·
Bhutan ·
Brunei ·
Cambodja ·
China ·
Estland ·
Filipijnen ·
Guam ·
Hongkong ·
India ·
Irak ·
Iran ·
Japan ·
Jemen ·
Jordanië ·
Kazachstan ·
Kirgizië ·
Koeweit ·
Libanon ·
Macau ·
Malediven ·
Maleisië ·
Mongolië ·
Myanmar ·
Nepal ·
Noord-Korea ·
Oeganda ·
Oezbekistan ·
Oman ·
Pakistan ·
Palestina ·
Qatar ·
Rusland ·
Saoedi-Arabië ·
Singapore ·
Sri Lanka ·
Syrië ·
Thailand ·
Trinidad en Tobago ·
Turkmenistan ·
Verenigde Arabische Emiraten ·
Vietnam ·
Wit-Rusland ·
Zuid-Korea